# Паю де Мортанж, Шарль Фердинанд (младший)
Шарль Фердинанд Паю де Мортанж (фр. Charles Ferdinand Pahud de Mortanges; 13 мая 1896[…], Гаага — 8 апреля 1971 или 7 апреля 1971, Лейден, Южная Голландия или Гаага) — нидерландский спортсмен-конник, четырёхкратный олимпийский чемпион. Внук Шарля Фердинанда Паю де Мортанжа (старшего) — нидерландского государственного деятеля.
В 1924 году стал олимпийским чемпионом в троеборье в составе сборной Нидерландов, в индивидуальных соревнованиях стал четвёртым. В 1928 году у себя на родине сделал золотой дубль, выиграв золото в индивидуальном и командном первенстве троеборцев. В 1932 году в Лос-Анджелесе вновь был сильнейшим троеборцем в индивидуальном первенстве. Игры 1936 года в Берлине прошли для спортсмена без выигранных медалей. Вплоть до 2004 года Паю де Мортанж оставался рекордсменом Нидерландов по числу выигранных олимпийских медалей.
Паю де Мортанж был профессиональным военным, во время Второй мировой войны участвовал в военных действиях на территории Нидерландов, Бельгии и Франции, был награждён воинскими наградами. Затем продолжил армейскую службу и вышел в отставку в 1967 году в звании бригадного генерала. В 1946—1967 гг. он был членом Международного олимпийского комитета, в 1946—1951 и 1959—1961 гг. возглавлял Олимпийский комитет Нидерландов.